# فرنسيس ريمون شي
فرنسيس ريمون شي (بالإنجليزية: Francis Raymond Shea)‏ هو كاهن كاثوليكي أمريكي، ولد في 4 ديسمبر 1913 في نوكسفيل في الولايات المتحدة، وتوفي في 18 أغسطس 1994.